# Pentafluoreto de iodo
Pentafluoreto de iodo é um composto interhalogênico com a fórmula química IF5. Foi primeiramente sintetizado por Henri Moissan em 1891 pela queima de iodo sólido em gás fluor. Essa reação química exotérmica ainda é usada atualmente para produzir IF5, embora as condições de reação tenham sido aprimoradas.
{\displaystyle {\ce {I2 \ +5F2-> 2IF5}}}

## Química
Ele reage vigorosamente com água formando ácido fluorídrico
{\displaystyle {\ce {IF5\ +3H2O\ ->\ HIO3\ +\ 5HF}}}
e também reage com flúor gasoso, formando-se heptafluoreto de iodo.
{\displaystyle {\ce {IF5\ +\ F2\ ->\ IF7}}}
Aminas primárias reagem com pentafluoreto de iodo formando nitrilas após hidrólise.

## Toxicidade
O pentafluoreto de iodo produz uma grande quantidade de gases tóxicos quando derramado na água.